# Håvard Skorstad
Håvard Skorstad (ur. 12 lutego 1973 w Hønefoss) – norweski biegacz narciarski, zawodnik klubu Rustad IL.

## Kariera
Pierwszy raz na arenie międzynarodowej Håvard Skorstad pojawił się 11 listopada 1994 roku w Beitostølen, gdzie w zawodach Pucharu Kontynentalnego zajął 40. miejsce w biegu na 10 km techniką klasyczną. W Pucharze Świata zadebiutował 14 marca 1998 roku w Oslo, zajmując 51. miejsce na dystansie 50 km stylem klasycznym. Pierwsze pucharowe punkty zdobył ponad dwa lata później - 25 listopada 2000 roku w Beitostølen, gdzie był szesnasty w biegu na 15 km klasykiem. W klasyfikacji generalnej PŚ najlepiej wypadł w sezonie 2001/2002, który ukończył na 52. miejscu. Startował także w zawodach cyklu FIS Marathon Cup, zajmując między innymi jedenaste miejsce w sezonie 2001/2002. Tylko raz stanął na podium maratonu FIS - 10 lutego 2002 roku wygrał estoński Tartu Maraton, wyprzedzając bezpośrednio swego rodaka Jørgena Auklanda oraz Szweda Petera Göranssona. Nigdy nie wystąpił na igrzyskach olimpijskich ani mistrzostwach świata. W 2010 roku zakończył karierę.

## Osiągnięcia

### Puchar Świata

#### Miejsca w klasyfikacji generalnej
- sezon 2000/2001: 74.
- sezon 2001/2002: 52.

#### Miejsca na podium
Skorstad nigdy nie stał na podium indywidualnych zawodów Pucharu Świata.

### FIS Marathon Cup

#### Miejsca w klasyfikacji generalnej
- sezon 2001/2002: 11.
- sezon 2003/2004: 47.
- sezon 2004/2005: 12.
- sezon 2005/2006: 18.
- sezon 2006/2007: 55.

#### Miejsca na podium
| Nr | Dzień     | Rok  | Zawody        | Dystans                 | Czas biegu  | Strata | Pozycja | Zwycięzca |
| -- | --------- | ---- | ------------- | ----------------------- | ----------- | ------ | ------- | --------- |
| 1. | 10 lutego | 2002 | Tartu Maraton | 27 km stylem klasycznym | 1:08:33,9 h | -      | 1.      | -         |